# 羅東神社
羅東神社為台灣日治時期位於臺北州羅東郡羅東街的神社，設立於1937年。現址為臺灣宜蘭縣羅東鎮純精路於民權路至中山路間之路段。

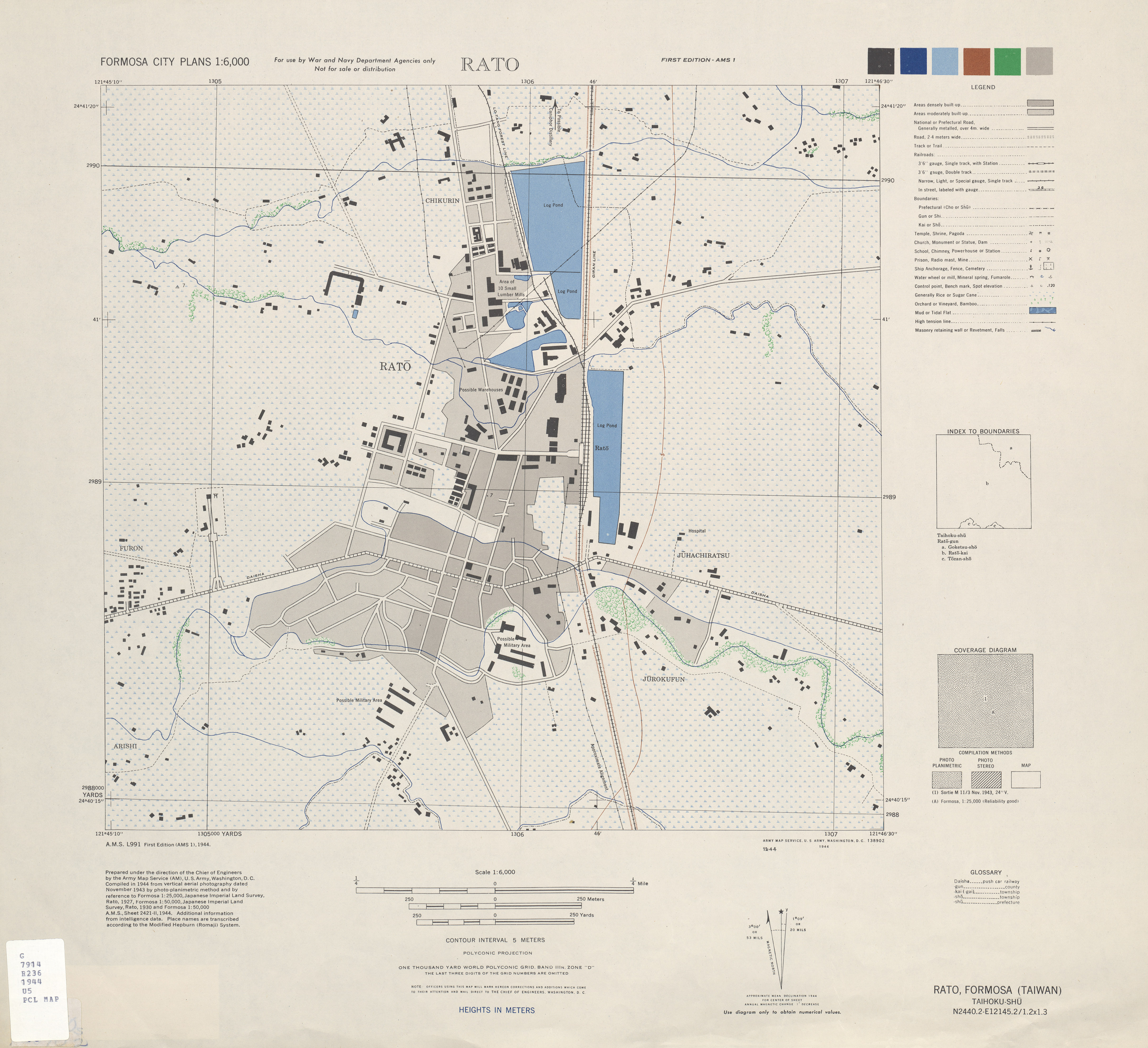
1944年羅東街地圖，於市區西側可見羅東神社配置

## 介紹
蘭陽地區最初僅有1901年即設立的宜蘭神社，因其距羅東較遠而造成羅東官民參拜不便，後由羅東街有志之士於1927年在羅東街西側設立了「羅東社」，其於1927年5月28日鎮座落成。於1930年代後期進入皇民化政策時期後，為了建造鎮守羅東郡下八萬住民的神社，另建設了「羅東神社」，其於1937年11月2日鎮座落成，社格為無格社，祭神為明治天皇、開拓三神（大國魂命、大己貴命、少彥名命），例祭日為11月3日。

二戰後，羅東神社改為羅東忠烈祠。後為開闢羅東環鎮道路之純精路，忠烈祠約在1970年代被拆除，原羅東神社的神橋、狛犬、石燈籠等構件則移至羅東中山公園。

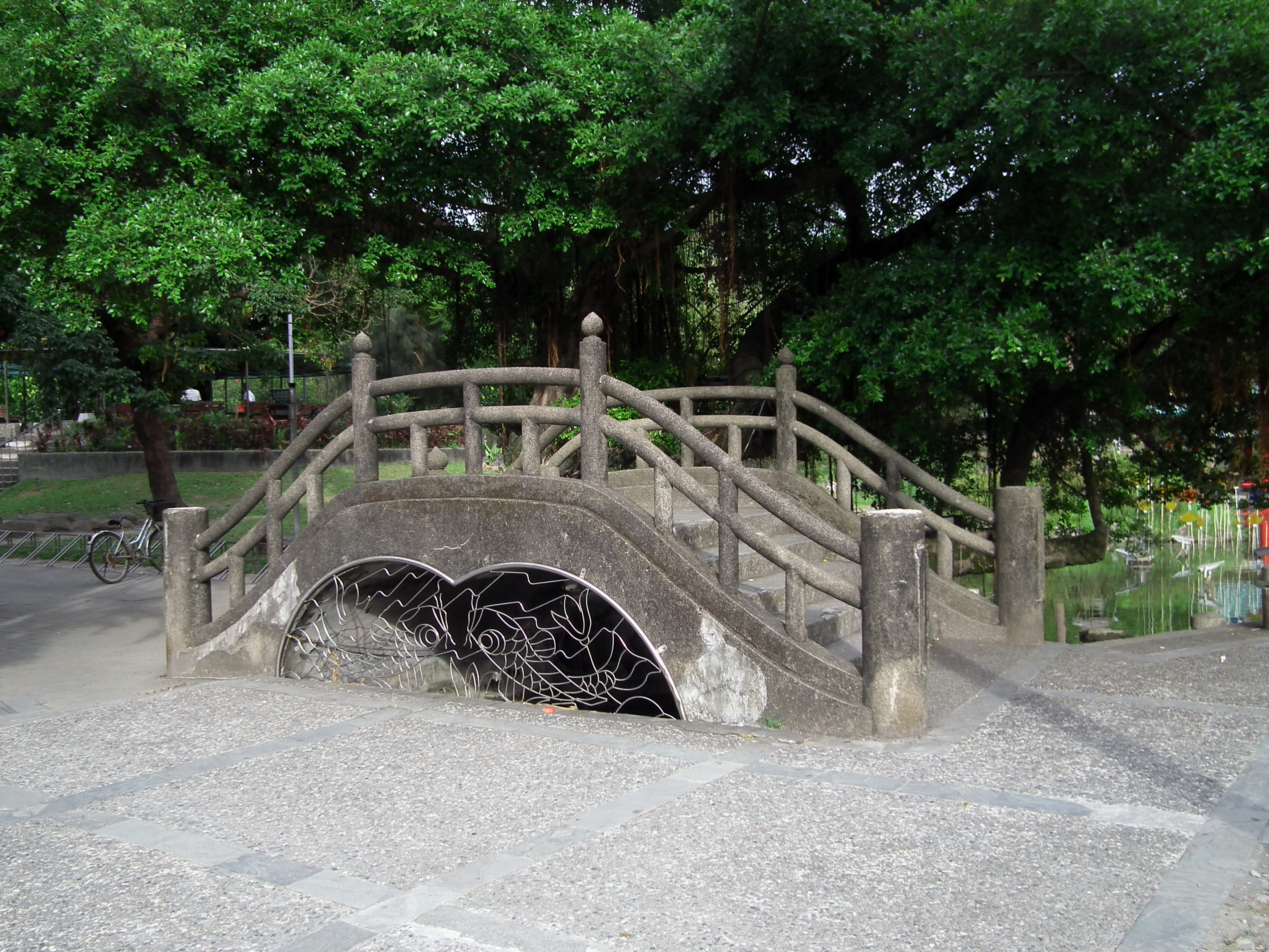
原羅東神社神橋
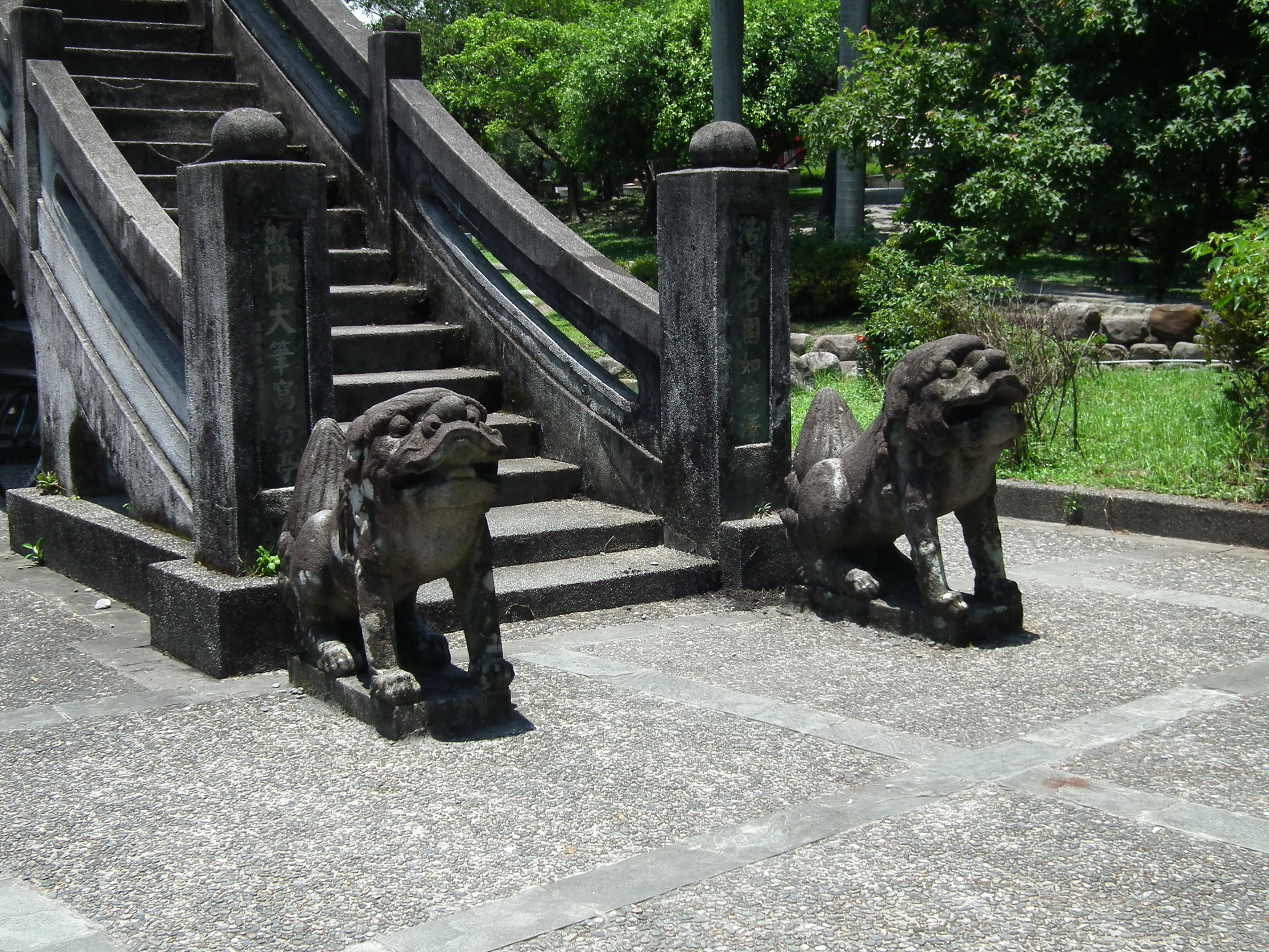
原羅東神社狛犬
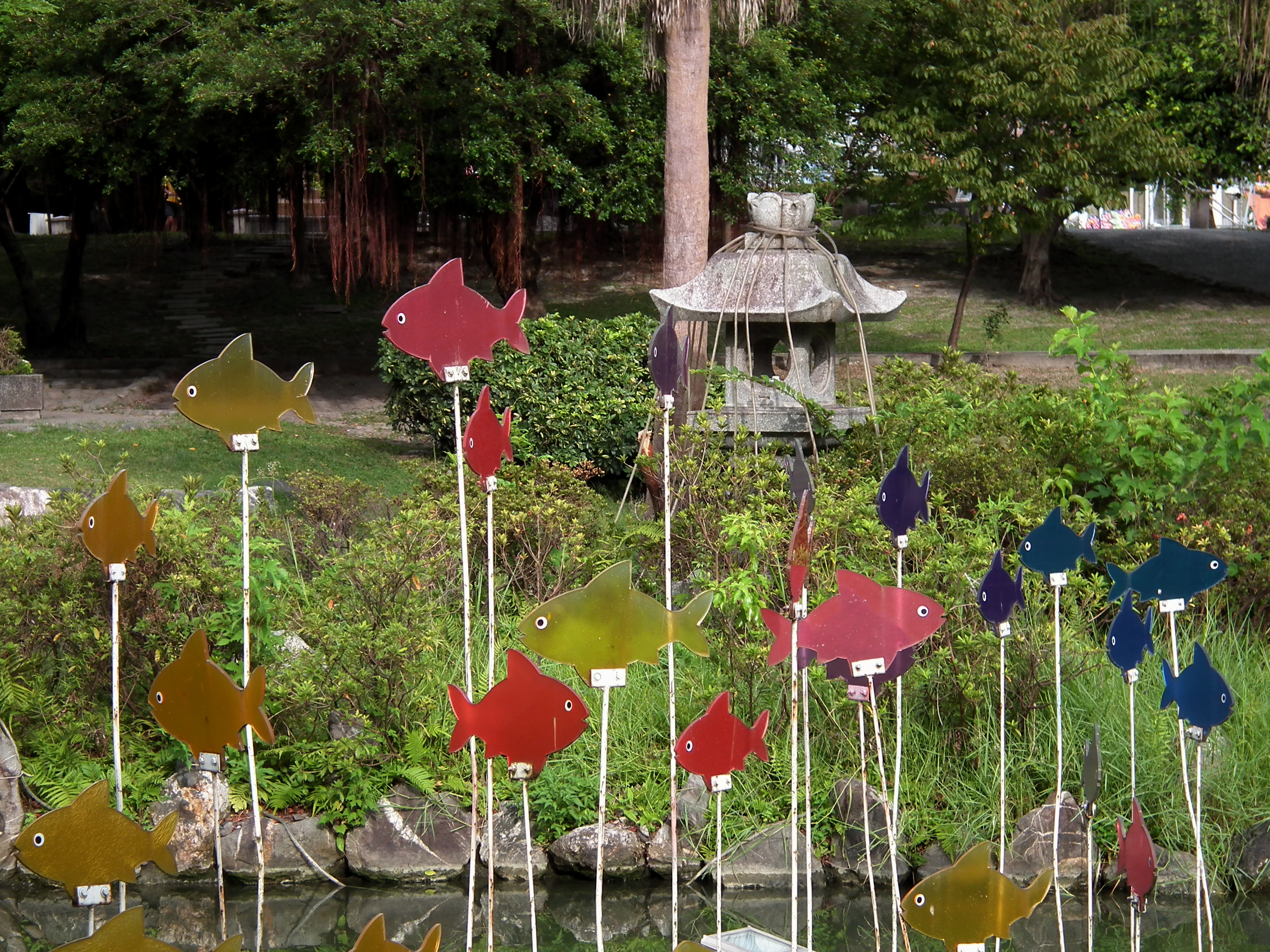
原羅東神社石燈籠

## 社掌
羅東神社初任社掌係由宜蘭神社社司「藤崎和次郎」兼任，第二任為「上角儀之助」，其任期自1938年8月至終戰。